# Alex Racoveanu
Alex Racoveanu, född 21 februari 1984, är en svensk simmare med funktionsnedsättning.
Han deltog i de Paralympiska sommarspelen 2000 i Sydney och 2004 i Aten.
Racoveanu gjorde debut i landslagssammanhang som 15-åring och avslutade simkarriären 2007 med att vinna sju guld vid Nordiska mästerskapen i Reykjavik. Han slog 4 världsrekord och 11 europarekord mellan 2001 och 2006.    
Mitt i simkarriären, år 2003, började Alex Racoveanu studera till civilekonom vid Handelshögskolan i Stockholm. Han avslutade sina studier och examinerades år 2009. Seden 2007 är Racoveanu styrelseledamot i Stockholms idrottsförbund.

## Meriter och utmärkelser
- Innehar för närvarande 3 europarekord och 12 svenska rekord
- Världsmästerskap, Sydafrika, 2006: 5:e plats 100 m bröstsim, 10:e plats 100 m fjärilsim och 10:e plats 200 m medley
- Paralympics, Aten, 2004: 5:e plats 100 m fjärilsim och 6:e plats 100 m bröstsim
- Världsmästerskap, Argentina, 2002 4:e plats 100 m fjärilsim, 5:e plats 100 m bröstsim och 6:e plats 200 m medley
- Eupopamästerskap, Sverige, 2001: Brons 100 m fjärilsim, 4:e plats 200 m medley och 6:e plats 50 m frisim
- Paralympics, Sydney, 2000: 9:e plats 100 m fjärilsim och 10:e plats 100 m bröstsim
- Årets talang år 2000 (Kristianstadsbladet)
- Radio Kristianstads Guldkeps år 2001
- Årets simmare med funktionshinder år 2002